# Ernest William Goodpasture
Ernest William Goodpasture (n. 17 de octubre de 1886 en Clarksville, Tennessee; f. 20 de septiembre de 1960 en Nashville, Tennessee) fue un patólogo estadounidense.
Goodpasture fue pionero en el cultivo de virus, bacterias y rickettsia en embriones de pollo y desarrolló métodos para estimular su crecimiento. Sus estudios han llevado a una mejor comprensión de las relaciones Huésped-Parásito, abriendo nuevas posibilidades para el tratamiento de las enfermedades infecciosas.

## Biografía
Goodpasture obtuvo en la Universidad de Vanderbilt, en Nashville, Tennessee, una licenciatura y, en 1912, el doctorado en la Universidad Johns Hopkins en Baltimore, Maryland. A continuación, trabajó con William Henry Welch y George H. Whipple en el departamento de Patología, desde 1912 hasta 1914, como becario de la Fundación Rockefeller. De 1915 a 1917, trabajó como Patólogo en el Hospital Peter Bent Brigham en Boston, Massachusetts. En 1917 fue profesor adjunto de Patología en la Universidad de Harvard en Cambridge, Massachusetts. En 1922 fue nombrado director del laboratorio de investigación William H. Singer Memorial, en Pittsburgh, Pensilvania, antes de convertirse en 1924, catedrático de Patología en la Universidad de Vanderbilt en Nashville, Tennessee. En la Escuela de medicina de la Universidad de Vanderbilt, actuó también como Decano. Se jubiló en 1955, pero siguió trabajando como director científico del instituto de Patología del Ejército en el hospital militar Walter Reed en Washington, D. C.

## Obras
En 1919, describió la combinación de una Glomerulonefritis con hemorragias pulmonares; la enfermedad fue más tarde llamada Síndrome de Goodpasture.  Descubrió,junto a  William George MacCullum, un nuevo método de tinción de bacterias Gram-negativas, conocida como McCullum-Goodpasture 
En 1931 desarrolló un método para cultivar virus y rickettsias en embriones de pollos, lo que posibilitó la fabricación de vacunas contra la varicela, viruela, fiebre amarilla, fiebre Tifoidea, fiebre de las montañas rocosas y otros agentes patógenos, así como su cultivo.
En 1934,  Goodpasture (en colaboración con C. D. Johnsen) demostró que las paperas son causadas por un virus filtrable.
Otros trabajos de Goodpasture, fueron la formación de Fibrinógeno, con Pancreatitis hemorrágicas, Herpes simple, gripe, Pian, Rabia y cuestiones generales sobre formación del tumor.
De 1942 a 1945 fue Goodpasture Vice-Decano y de 1945 a 1950,  Decano de la Vanderbilt University. Fue uno de los Editores de la revista American Journal of Pathology.

## Premios (Selección)
- 1929/1930 Harvey Lecture[4]
- En 1937 Miembro de la National Academy of Sciences
- En 1939, el doctorado honoris causa de la Universidad de Yale
- En 1941, el doctorado honoris causa de la Universidad de Chicago
- En 1943, Miembro de la American Philosophical Society[5]
- En 1943, George M. Kober, Medal
- En 1946 Passano Award
- En 1950, el doctorado honoris causa de la Universidad de Washington
- En 1955, Howard Taylor Ricketts Award[6]
- En 1957, el doctorado honoris causa de la Universidad de Tulane, Nueva Orleans
- En 1958, Jessie Stevenson Kovalenko Medal[7]